# Deukalion
Deukalion (grekiska Devkalion, latin Deucalion) är i den grekiska mytologin det grekiska folkets stamfader. Han var son till Prometheus och gift med Pyrrha, Epimetheus dotter. De hade sönerna Hellen och Amfiktyon samt dottern Protogeneia. Han var kung i det tessaliska Ftia. Deukalion är den grekiska mytologins motsvarighet till Noa.
Zeus beslöt att förgöra hela det syndbesmittade människosläktet och lät en syndaflod komma över människorna för att dränka dem. Deukalion blev förvarnad av sin fader och byggde på hans anvisning en farkost att rädda sig i. Tillsammans med Pyrrha drev han omkring på vattnet under nio dagar, varefter han landade på berget Parnassos (eller, enligt en annan uppgift, på Othrys i Tessalien). När jorden var torr igen frågade de oraklet i Delfi hur man skulle kunna skapa ett nytt människosläkte. När de fått till svar att de skulle kasta sin moders ben bakom sig, förstod han, att stenarna på marken var jordens, den gemensamma moderns, ben. Detta bekräftades, när de kastade stenarna förvandlades: de av Deukalion förvandlades till män och de av Pyrrha till kvinnor.